# A Festival Crammed with Bad Taste
A Festival Crammed with Bad Taste är ett samlingsalbum med blandade artister, utgivet som en 7"-EP av Bad Taste Records 3 oktober 1998. Skivan var limiterad till 300 handnumrerade exemplar och gavs gratis till alla som besökte festivalen Bad Taste Festival på Mejeriet i Lund 1998.

## Låtlista
A
1. Intensity - "Words"
2. The Weakerthans - "Confessions of a Futon Revolutionist"
3. Last Days of April  - "Somehow"

B
1. Langhorns - "Mr Moto"
2. Astream - "On the Behalf of the Human Race"
3. Misconduct - "Equal Rights"

### Fotnoter
1. ↑  ”A Festival Crammed with Bad Taste”. Discogs.com. http://www.discogs.com/Various-A-Festival-Crammed-With-Bad-Taste/release/3390336. Läst 5 maj 2012.